# Typosyllis broomensis
Typosyllis broomensis är en ringmaskart som beskrevs av Hartmann-Schröder 1979. Typosyllis broomensis ingår i släktet Typosyllis och familjen Syllidae.
Artens utbredningsområde är Mexikanska golfen. Inga underarter finns listade i Catalogue of Life.